# Вулиця Короля Данила (Черкаси)
Вулиця Короля Данила — одна з вулиць у місті Черкаси. Знаходиться у мікрорайоні Дахнівка.

## Розташування
Вулиця починається від вулиці Спиридона Кириченка і простягається спочатку на схід (190 метрів), потім повертає на південний схід (960 метрів) і в кінці повертає на північний схід (160 метрів) до вулиці Сержанта Волкова. На початку продовженням вулиці є вулиця Нова, до самої вулиці примикають вулиці Ярослава Мудрого, Чумацька, Мошногірська, Пластунівська, а також перетинається з вулицею Дахнівська Січ. Невеликим проїздом вулиця з'єднана із вулицею Василицькою.

## Опис
Вулиця неширока та неасфальтована, забудована приватними будинками, в центральній частині знаходиться старе сільське кладовище.

## Історія
До 1983 року вулиця називалась Лісовою, а після приєднання села Дахнівка до міста Черкаси була перейменована в сучасну назву на честь 38-ї армії в роки Другої світової війни, яка звільняла місто від німецької окупації.
11 квітня 2024 року вулицю 38 армії перейменували на честь Короля Данила.